# Lanius sphenocercus
El alcaudón chino (Lanius sphenocercus) es una especie de ave paseriforme de la familia Laniidae propia del este de Asia. Se distribuye por Mongolia, Rusia, China y Corea.

## Subespecies
- Lanius sphenocercus giganteus
- Lanius sphenocercus sphenocercus